# Editorial Taurus
Editorial Taurus és un segell editorial de Penguin Random House Grupo Editorial, que publica llibres d'assaig sobre història, pensament i biografies en llengua castellana.

## Història
L'editorial va ser fundada el 1954 per Francisco Pérez González, Rafael Gutiérrez Girardot i Miguel Sánchez López.
El seu primer director va ser Francisco Pérez González. De les seves aportacions principals destaquen la creació de les col·leccionis «Ensayistas de hoy», «Ser y Tiempo» i «Sillar». El 1960 la direcció va passar a mans de Francisco García Pavón, al qual el 1969 va succeir Jesús Aguirre, qui ja havia col·laborat amb l'editorial com a traductor i assessor editorial religiós. El 1977, José María Guelbenzu va reemplaçar Aguirre com a director de Taurus, després de la seva dimissió per a esdevenir Director General de Música. El 1988, Guelbenzu deixar el càrrec que va ser ocupat per José Antonio Millán, qui va ser rellevat el 1992 per Juan Cruz, fins que el 1999 María Cifuentes en va esdevenir directora.
Actualment, l'editorial és part del segell editorial de Penguin Random House Grupo Editorial amb Núria Cabutí com a executiva en cap del grup editorial i Pilar Reyes com a directora editorial de Taurus (també d'Alfaguara, Debate, Lumen i Publicaciones Académicas).

## Catàleg
Entre els autors del seu catàleg destaquen clàssics com Max Weber, José Ortega y Gasset, Emil Cioran, Theodor Adorno, Hannah Arendt, Jürgen Habermas, Walter Benjamin, Pierre Bourdieu, Isaiah Berlin o Norberto Bobbio, així com representants de la nova assagística com Michel Onfray, Joseph Stiglitz, Giovanni Sartori, Tzvetan Todorov, Emilio Lledó, Santos Juliá, Juan Pablo Fusi, Michael Burleigh, Tony Judt, Jon Juaristi, Amartya Sen, Jacques Barzun, Anthony Giddens, Álex Grijelmo, Raymond Carr, Niall Ferguson, Daniel Jonah Goldhagen Javier Tusell, Alfredo Jocelyn-Holt, entre d'altres.